# Иовичи (Житковичский район)
Иовичи (бел. Іовічы) — деревня в Милевичском сельсовете Житковичского района Гомельской области Белоруссии.
На юге граничит с лесом.

## География

### Расположение
В 63 км на северо-запад от Житковичей, 9 км от железнодорожной станции Микашевичи (на линии Лунинец — Калинковичи), 296 км от Гомеля.

## Транспортная сеть
Транспортные связи по просёлочной, затем автомобильной дороге Микашевичи — Слуцк. Планировка состоит из прямолинейной улицы, к которой с юга присоединяются 2 короткие, плотно застроенные улицы. Жилые дома деревянные, усадебного типа.

## История
Согласно письменным источникам известна с XIX века как деревня в Мозырском уезде Минской губернии. Согласно Рижскому договору с 18 марта 1921 года в составе Польши. С сентября 1939 года в составе БССР. Во время Великой Отечественной войны немецкие каратели 15 февраля 1943 года полностью сожгли деревню, расстреляли 15 и сожгли живыми 75 жителей (похоронены в могиле жертв фашизма на кладбище). 6 жителей погибли в партизанской борьбе. Согласно переписи 1959 года в составе совхоза «Случь» (центр — деревня Милевичи). Действует отделение связи.

## Население

### Численность
- 2004 год — 31 хозяйство, 51 житель.

### Динамика
- 1940 год — 46 дворов, 248 жителей.
- 1959 год — 214 жителей (согласно переписи).
- 2004 год — 31 хозяйство, 51 житель.